# Сотчемъёль (приток Велью)
Сотчемъёль — река в России, протекает по Троицко-Печорскому району Республики Коми. Устье реки находится в 11 км от устья реки Велью по правому берегу. Длина реки составляет 19 км.
Исток реки в обширном болоте Дзёрнюр на границе с Сосногорским районом в 15 км к северо-западу от посёлка Мирный. Река течёт на восток, всё течение проходит по ненаселённому заболоченному таёжному лесу. Впадает в Велью в урочище Верадибож.

## Данные водного реестра
По данным государственного водного реестра России относится к Двинско-Печорскому бассейновому округу, водохозяйственный участок реки — Печора от истока до водомерного поста у посёлка Шердино, речной подбассейн реки — Бассейны притоков Печоры до впадения Усы. Речной бассейн реки — Печора.
Код объекта в государственном водном реестре — 03050100112103000060634.